# Planchonella thyrsoidea
Planchonella thyrsoidea är en tvåhjärtbladig växtart som beskrevs av Cyril Tenison White. Planchonella thyrsoidea ingår i släktet Planchonella och familjen Sapotaceae. Inga underarter finns listade i Catalogue of Life.